# Station Słupsk Ryczewo
Station Słupsk Ryczewo (Duits: Ritzow) was een spoorweghalte in de Poolse plaats Słupsk.